# تضاعف ذيلي
التضاعف الذيلي (أو متلازمة الازدواج الذيلية) هو اضطراب خلقي نادر تُظهر فيه الهياكل المختلفة التي تنتج عن المنطقة الذيلية والمذرق الجنيني والأنبوبة العصبية مجموعة من التشوهات مثل التضاعف وتشوهات أخرى. الأسباب الدقيقة للحالة غير معروفة، على الرغم من وجود العديد من النظريات التي تشير إلى أن التطور الجنيني غير الطبيعي هو سبب هذه الحالة. تُشخص الحالة غالبًا قبل الولادة في الثلث الثاني من الحمل من خلال فحوصات التشوهات أو بعد الولادة مباشرةً. ومع ذلك، لوحظت أيضًا حالات نادرة شُخّصت بعد الوصول إلى مرحلة البلوغ. غالبًا ما يكون العلاج مطلوبًا لتصحيح مثل هذه التشوهات وفقًا لمجموعة الأعراض الموجودة. تختلف خيارات العلاج من التدبير المحافظ إلى استئصال النسيج الزائد لاستعادة الوظيفة أو المظهر الطبيعي. يُعتبر اضطرابًا خلقيًا نادرًا، فمعدل انتشاره أقل من 1 لكل 100 ألف ولادة مع أقل من 100 حالة مُبلغ عنها في جميع أنحاء العالم.
ظهر مصطلح «متلازمة التضاعف الذيلي» منذ عام 1993 لوصف حالات الاضطرابات والشذوذات الذيلية. ومع ذلك، كان هناك جدل حديث حول مدى ملاءمة مصطلح «متلازمة الانقسام الذيلي» بدلًا من التضاعف الذيلي بسبب الانقسام المرافق للتشوهات، بدلًا من «التضاعف».

## العلامات والأعراض
تختلف أعراض الحالة بشكل كبير نتيجة الطيف المتنوع الأجهزة التي تتأثر بالحالة، فقد تتظاهر أعراض اضطرابات الجهاز الهضمي والجهاز البولي التناسلي (الجهاز البولي التناسلي) والعمود الفقري والأطراف. تشمل الأمثلة الشائعة التشوه الشرجي، وازدواج الأعضاء التناسلية الخارجية، بينما تشمل الأعراض الأخرى التضاعف غير الكامل للجزء السفلي من العمود الفقري، والحبل الشوكي، (الانقسام النخاعي) والتضاعف المندمج جزئيًا للرحم، والمهبل، والقولون، والمثانة.
تؤدي تشوهات العمود الفقري إلى مستويات متفاوتة من الضعف العصبي. على الرغم من أن مستوى الضعف العصبي يعتمد على شدة ونوع الشذوذ النخاعي، لكن معظم الحالات المبلغ عنها لتضاعف الحبل الشوكي تظهر ضعفًا عصبيًا شديدًا، على الرغم من ملاحظة حالات ضعف عصبي خفيف أو غائب.
على الرغم من أن المرضى غالبًا ما يظهرون مجموعة متنوعة من الأعراض الخطيرة، لكن لوحظت حالة لأنثى بالغة مع ازدواجية في القولون والمستقيم والشرج والمثانة والإحليل والرحم وعنق الرحم والمهبل والأعضاء التناسلية الخارجية بدون أي أعراض ضارة. يشير هذا إلى أن حالات الازدواج الكامل في الجهاز البولي التناسلي والجهاز الهضمي نادرًا ما تكون بدون أعراض.
نظرًا لأن المرضى غالبًا ما يظهرون العديد من الأعراض المختلفة المتعلقة بالمنطقة الذيلية، سيظهر عند كل مريض عرضًا مميزًا فريدًا قد يكون أو لا يكون ضارًا من الناحية الجمالية أو الوظيفية للفرد.

## التشخيص
غالبًا ما يُنظر إلى الحالة على أنها تشوهات يمكن تشخيصها عن طريق فحص شذوذات ما قبل الولادة في الثلث الثاني من الحمل، بينما يمكن إجراء فحوصات تفصيلية تدريجية بعد اليوم الأول من حياة الطفل. عند الكشف عن حالة غير طبيعية في وقت مبكر، فقد تكون هناك حاجة إلى إعداد نفسي وجراحي للجوء إلى الولادة القيصرية لمنع الولادة المتعسرة، والتي تتبعها رعاية طفلية وجراحية بعد الولادة بفترة وجيزة.
يعد التشخيص خلال مرحلة البلوغ نادرًا للغاية في الحالات التي تكون فيها التشوهات بدون أعراض أو تكون غير مرئية عند الفحص السريري أثناء فحوصات ما قبل الولادة أو فحوصات الولادة. على غرار التشخيص في الطفولة ومرحلة ما قبل الولادة، يمكن تشخيص الحالة في مرحلة البلوغ من خلال طرائق تصوير مختلفة مثل التصوير المقطعي المحوسب (CT) لتحديد نطاق الأعراض الموجودة في التضاعف الذيلي بوضوح.